# Brayan Villalobos
Brayan Jacob Villalobos Gutiérrez (Tepatitlán, Jalisco, México, 11 de junio de 1997) es un futbolista mexicano que juega como delantero. Su último equipo fue el Tepatitlán FC de la Liga de Expansión MX.

## Estadísticas

### Clubes
Actualizado al último partido jugado el 4 de septiembre de 2020.
| Cafetaleros · México                                                                                           | 2.ª                 | C-2018              | 3  | 0 | 6 | 0 | - | - | 9  | 0 | 0.00 |
| Cafetaleros · México                                                                                           | 2.ª                 | C-2018              | 7  | 1 | 1 | 0 | - | - | 8  | 1 | 0.12 |
| Cafetaleros · México                                                                                           | Total               | Total               | 10 | 1 | 7 | 0 | 0 | 0 | 17 | 1 | 0.05 |
| Tepatitlán FC · México                                                                                         | 3.ª                 | 2018-19             | 10 | 1 | - | - | - | - | 10 | 1 | 0.10 |
| Tepatitlán FC · México                                                                                         | 3.ª                 | 2019-20             | 16 | 4 | - | - | - | - | 16 | 4 | 0.20 |
| Tepatitlán FC · México                                                                                         | 2.ª                 | 2020-21             | 3  | 0 | - | - | - | - | 3  | 0 | 0.00 |
| Tepatitlán FC · México                                                                                         | Total               | Total               | 29 | 5 | 0 | 0 | 0 | 0 | 29 | 5 | 0.19 |
| Total en su carrera                                                                                            | Total en su carrera | Total en su carrera | 39 | 6 | 7 | 0 | 0 | 0 | 46 | 6 | 0.13 |
| (1) Incluye datos de Copa México (2013-17). (2) Incluye datos de . (3) No incluye goles en partidos amistosos. |                     |                     |    |   |   |   |   |   |    |   |      |

## Palmarés

### Campeonatos nacionales
| Título             | Club        | País   | Año     |
| ------------------ | ----------- | ------ | ------- |
| Liga de Ascenso MX | Cafetaleros | México | 2018    |
| Final de Ascenso   | Cafetaleros | México | 2017-18 |